# Eufemia av Pommern
Eufemia av Pommern, född 1285, död 26 juli 1330, var en dansk drottning, gift 1300, 1306 eller 1307 med kung Kristofer II av Danmark (r. 1320–1326, 1329–1332). 
Eufemia var dotter till hertig Bogislav IV av Pommern och Margareta av Rügen. Äktenskapet var troligen arrangerat av politiska skäl, som ett sätt för Danmark att sluta förbund med hennes fars land Pommern, och hennes mors land Brandenburg. Hon var mor till Valdemar Atterdag.